# Milton (Nuevo Hampshire)
Milton es un pueblo ubicado en el condado de Strafford en el estado estadounidense de Nuevo Hampshire. En el Censo de 2010 tenía una población de 4.598 habitantes y una densidad poblacional de 51,69 personas por km².

## Geografía
Milton se encuentra ubicado en las coordenadas 43°27′8″N 71°0′53″O / 43.45222, -71.01472. Según la Oficina del Censo de los Estados Unidos, Milton tiene una superficie total de 88.95 km², de la cual 85.77 km² corresponden a tierra firme y (3.58%) 3.18 km² es agua.

## Demografía
Según el censo de 2010, había 4.598 personas residiendo en Milton. La densidad de población era de 51,69 hab./km². De los 4.598 habitantes, Milton estaba compuesto por el 97.39% blancos, el 0.48% eran afroamericanos, el 0.2% eran amerindios, el 0.24% eran asiáticos, el 0.02% eran isleños del Pacífico, el 0.17% eran de otras razas y el 1.5% pertenecían a dos o más razas. Del total de la población el 0.91% eran hispanos o latinos de cualquier raza.